# Saint-Maudez
Saint-Maudez (tiếng Breton: Sant-Maodez) là một xã của tỉnh Côtes-d’Armor, thuộc vùng Bretagne, tây bắc Pháp.

## Dân số
Người dân ở Saint-Maudez được gọi là Maudéziens.